# Salsola
 Salsola L. è un genere di piante erbacee e arbustive appartenenti alla famiglia delle Amarantacee, originaria dell'Africa, Asia ed Europa e diffusa anche in America. Cresce tipicamente su terreni piatti, spesso secchi e talvolta anche salini; alcune specie prediligono i territori paludosi. Le salsola sono dette piante alofite per via di questa caratteristica.
Queste piante sono note soprattutto per una peculiarità condivisa da alcune specie, in particolare S. tragus: in autunno, il cespuglio di alcune specie annuali si stacca dalle radici e forma una "palla" vegetale che, sospinta dal vento, rotola lontano percorrendo anche grandi distanze nei territori pianeggianti dove tali piante sono solite crescere; permettendo in questo modo la dispersione dei semi. Questa curiosa formazione vegetale, chiamata rotolacampo (tumbleweed in inglese), è tanto diffusa da essere diventata nell'immaginario collettivo quasi un simbolo dei deserti centro e nord americani, nei quali è una presenza costante del paesaggio nelle giornate ventose autunnali. Nei film western quasi sempre è normale vedere un rotolacampo, soprattutto nei villaggi del deserto, quasi come sinonimo di desolazione e abbandono.

## Tassonomia
Il genere comprende le seguenti specie:
- Salsola acanthoclada Botsch.
- Salsola africana (Brenan) Botsch.
- Salsola algeriensis Botsch.
- Salsola angusta Botsch.
- Salsola arbusculiformis Drobow
- Salsola australis R.Br.
- Salsola austrotibetica Sukhor.
- Salsola baranovii Iljin
- Salsola basaltica (C.Brullo, Brullo, Gaskin, Giusso, Hrusa & Salmeri) C.Brullo & Brullo
- Salsola brevifolia Desf.
- Salsola chellalensis Botsch.
- Salsola chinghaiensis A.J.Li
- Salsola collina Pall.
- Salsola cruciata L.Chevall. ex Batt. & Trab.
- Salsola divaricata Masson ex Link
- Salsola drummondii Ulbr.
- Salsola euryphylla Botsch.
- Salsola glomerata (Maire) Brullo
- Salsola × gobicola Iljin
- Salsola griffithii (Bunge) Freitag & Khani
- Salsola gymnomaschala Maire
- Salsola gypsacea Botsch.
- Salsola halimocnemis Botsch.
- Salsola hartmannii Sukhor.
- Salsola ikonnikovii Iljin
- Salsola intramongolica H.C.Fu & Z.Y.Chu
- Salsola jacquemontii Moq.
- Salsola junatovii Botsch.
- Salsola kali L.
- Salsola komarovii Iljin
- Salsola laricifolia Litv. ex Drobow
- Salsola mairei Botsch.
- Salsola masclansii G.Monts. & D.Gómez
- Salsola melitensis Botsch.
- Salsola monoptera Bunge
- Salsola pachyphylla Botsch.
- Salsola papillosa (Coss.) Willk.
- Salsola paulsenii Litv.
- Salsola pontica (Pall.) Iliin
- Salsola praecox (Litv.) Litv.
- Salsola praemontana Botsch.
- Salsola ryanii Hrusa & Gaskin
- Salsola sabrinae Mosyakin
- Salsola sinkiangensis A.J.Li
- Salsola squarrosa Steven ex Moq.
- Salsola strobilifera (Benth.) Mosyakin
- Salsola subglabra Botsch.
- Salsola tamamschjanae Iljin
- Salsola tamariscina Pall.
- Salsola tragus L.
- Salsola tunetana Brullo
- Salsola turcica Yıld.
- Salsola verticillata Schousb.
- Salsola webbii Moq.
- Salsola zaidamica Iljin
- Salsola zygophylla Batt.

## Usi alimentari
Le foglie e i germogli di molte specie di Salsola sono edibili, e a volte le piante vengono coltivate appositamente e utilizzate per insalate o in Oriente per condire il sushi. Fra tali specie vi è Salsola komarovii, coltivata soprattutto in Giappone e ivi nota con il nome di Okahijiki.